# Old Sacramento Historic District

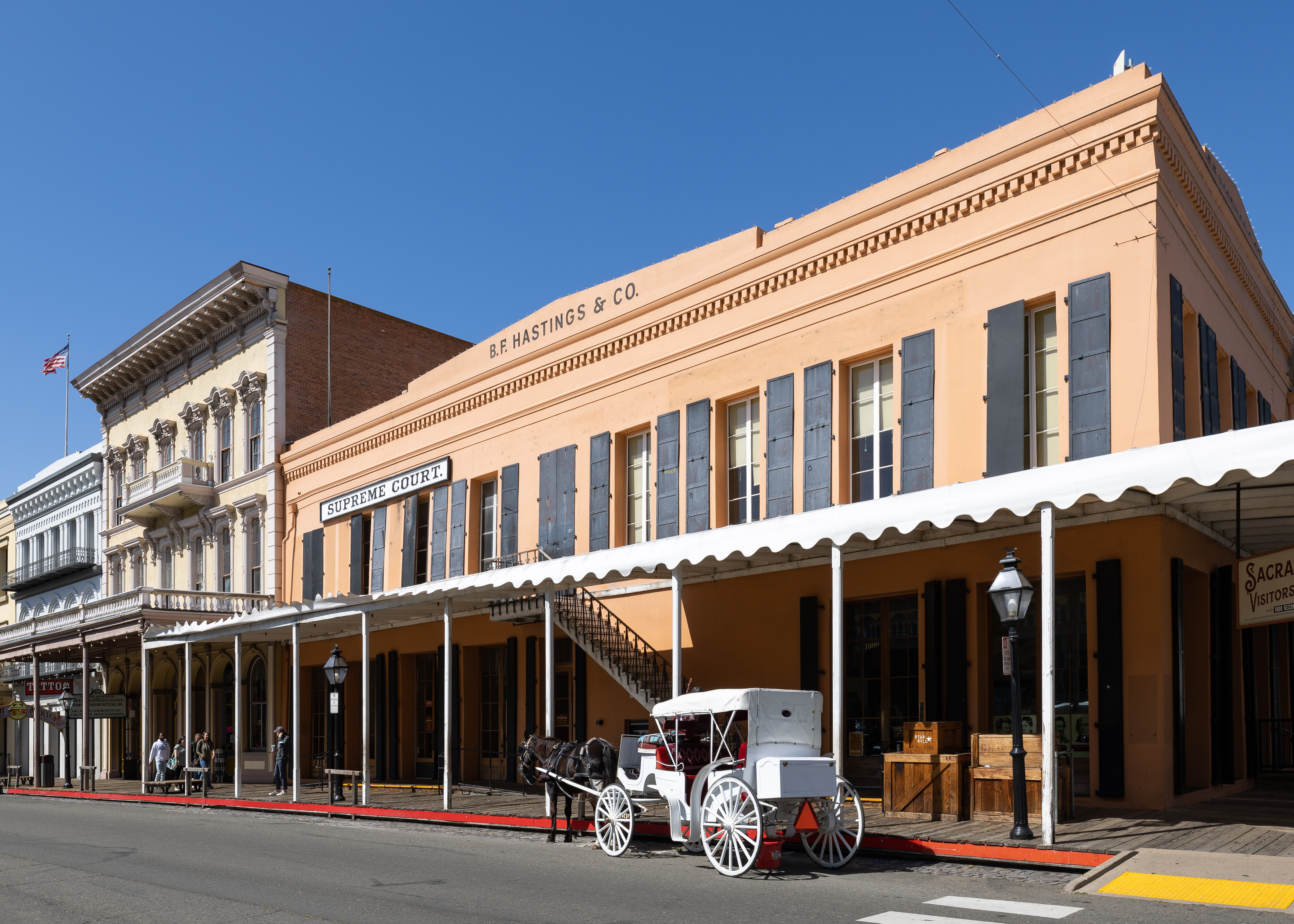
Das B. F. Hastings Building im Old Sacramento Historic District. Das 1852 errichtete Gebäude war zwischen 1860 und 1861 der westliche Endpunkt des Pony-Express. Zwischen 1855 und 1869 tagte hier der Oberste Gerichtshof von Kalifornien.

Old Sacramento Historic District ist das entlang des Ufers des Sacramento River gelegene historische Geschäftsviertel der kalifornischen Hauptstadt Sacramento. Das Viertel ist heute für seine 53 historischen Gebäude aus der Zeit des kalifornischen Goldrauschs sowie für das California State Railroad Museum und den Raddampfer Delta King bekannt.
Die direkte Lage am Flussufer spielte in den ersten Jahrzehnten Sacramentos eine entscheidende Rolle, da Flüsse die schnellste Form der Fortbewegung für die nach Kalifornien strömenden Goldsucher bildeten. Das Geschäftsviertel entstand südlich der Mündung des American River in den Sacramento River und bot Goldsuchern auf ihrem Weg von San Francisco in die Berge der Sierra Nevada die Möglichkeit, sich mit Proviant, Werkzeugen und Materialien einzudecken.
Nachdem sich der Schwerpunkt der geschäftlichen Tätigkeit in Sacramento nach dem Ende des Goldrauschs weiter nach Osten an seinen jetzigen Standort verlagert hatte, verfielen die Gebäude des am Flussufer gelegenen alten Stadtviertels langsam. Dies änderte sich Mitte der 1960er Jahre, als das Viertel im Rahmen einer umfassenden Sanierung zu seiner heutigen Funktion als touristische Sehenswürdigkeit umgestaltet wurde.
Das auf einer Fläche von rund 11 Hektar gelegene historische Viertel wurde 1965 als National Historic Landmark District in das National Register of Historic Places aufgenommen. Etwa ein Drittel seiner Fläche gehört als Old Sacramento State Historic Park zu den State Parks in Kalifornien. 

## Ansichten

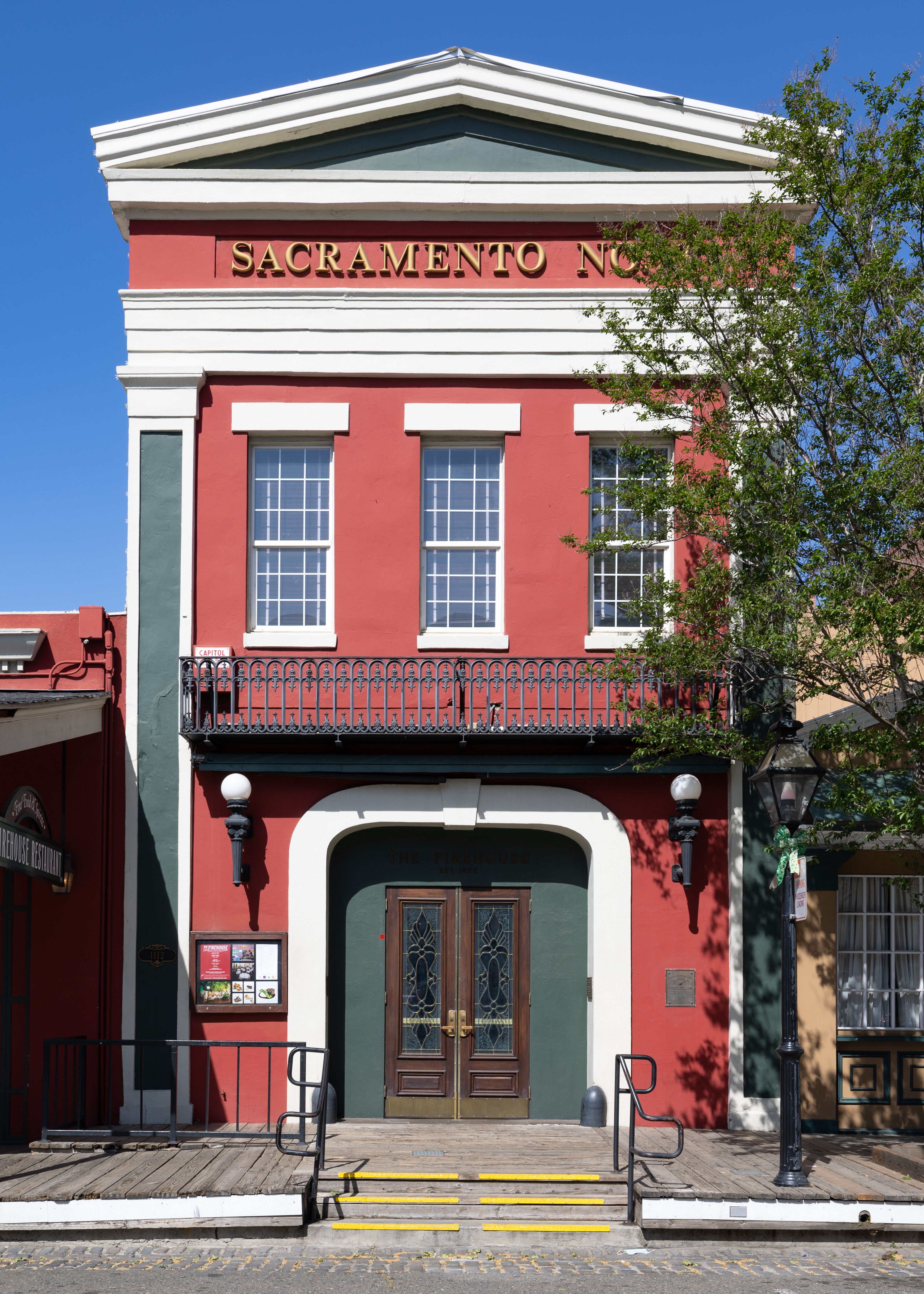
Feuerwache der Sacramento Engine Company No. 3, erbaut 1853 als Reaktion auf den Brand vom 2. November 1852 als eine von insgesamt neun von der Stadt in Auftrag gegebenen Feuerwachen
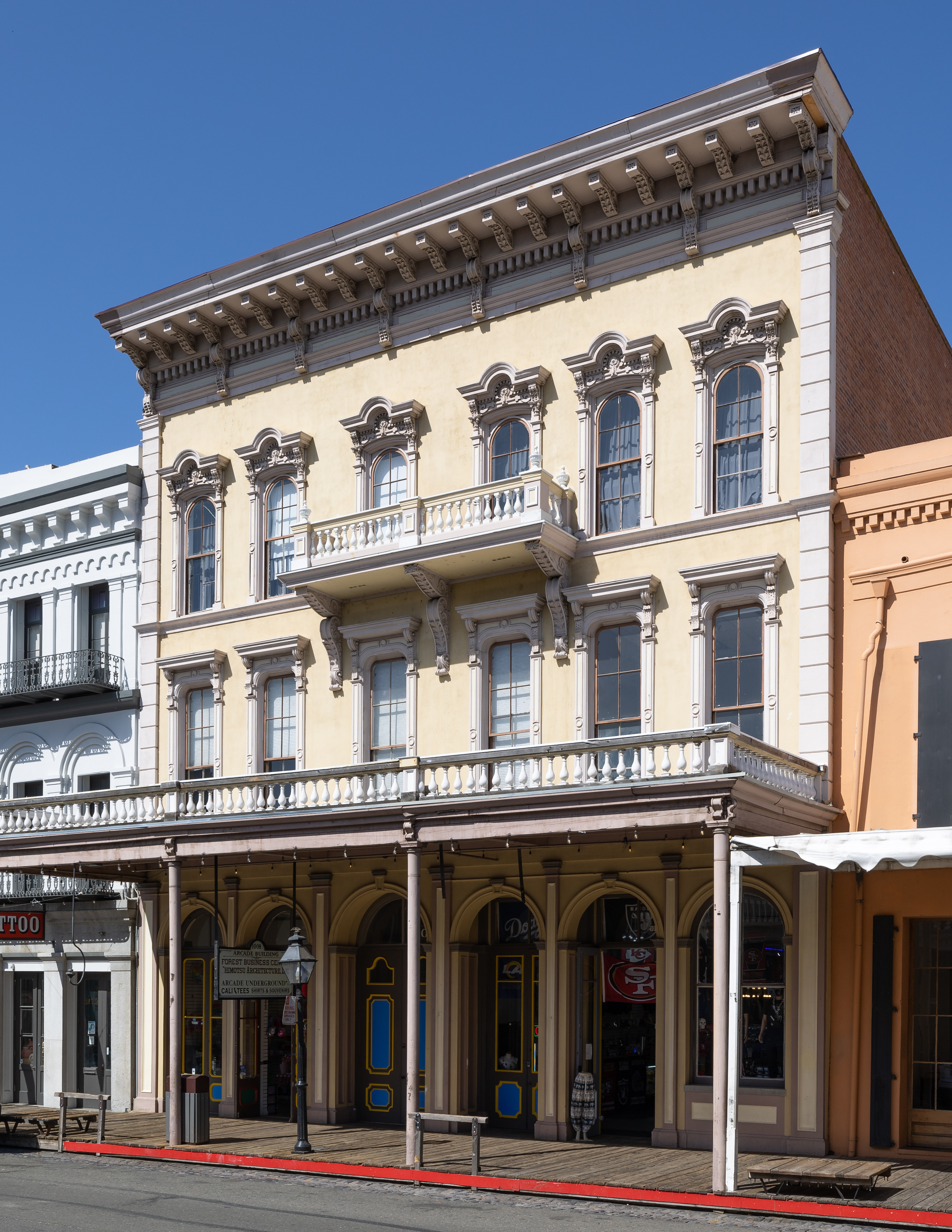
Das Arcade Building, ein ehemaliges Hotel aus dem Jahr 1870
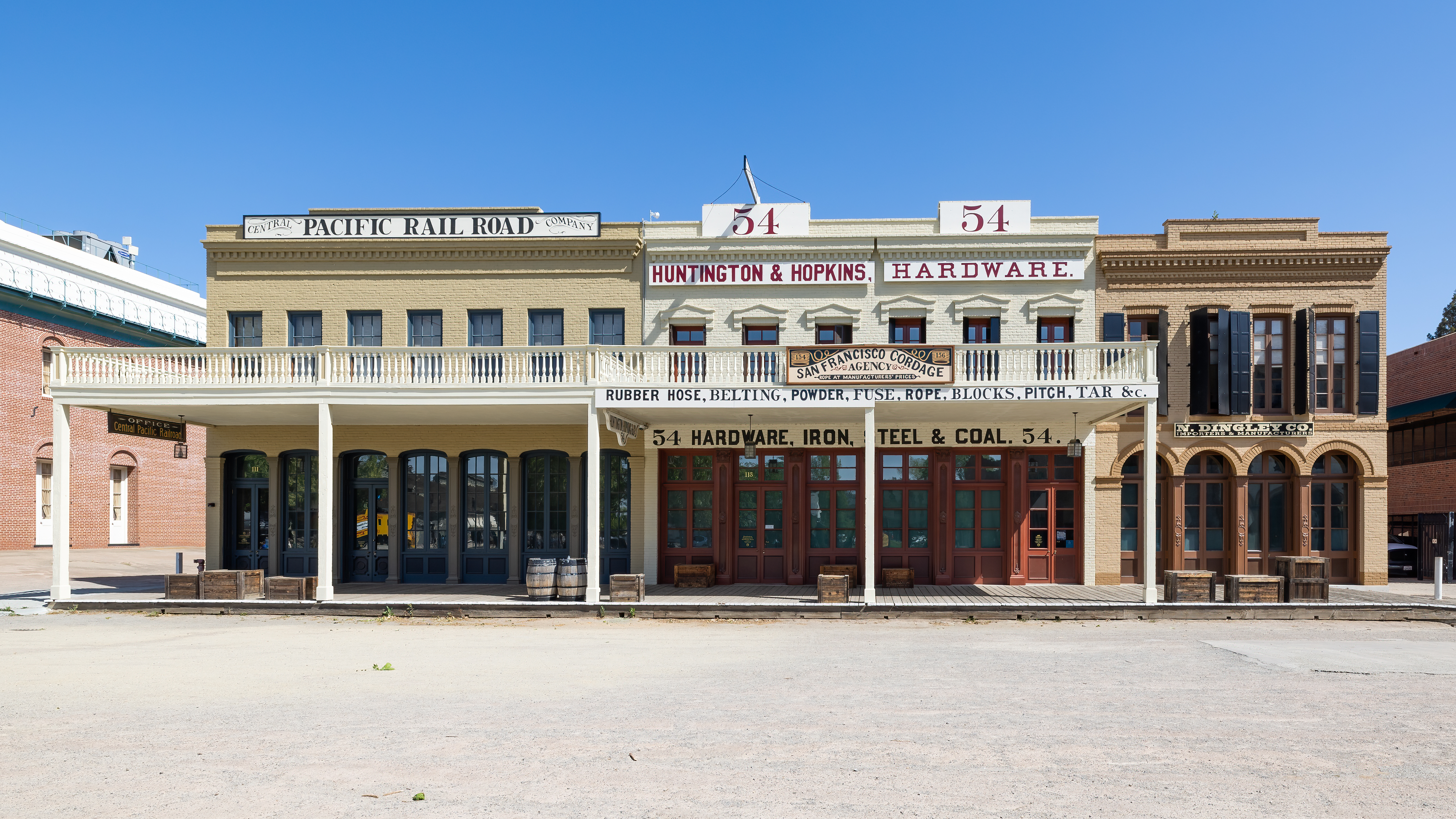
Das Big Four Building, ein Gebäudeensemble aus dem Jahr 1852; benannt nach den vier Eisenbahn-Tycoonen Collis P. Huntington, Mark Hopkins, Leland Stanford und Charles Crocker und erstes Hauptquartier der Central Pacific Railroad